# Jolidon

Logo

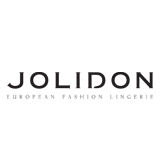
Logo

Jolidon este o companie clujeană producătoare de lenjerie și costume de baie atât pentru piața din România, cât și pentru străinătate.
În 1993, un întreprinzător, Gabriel Cârlig identifică pe piața românească de după 1989 două tipologii de produse necesare, dar puțin prezente, și anume lenjeria și costumele de baie.
După 19 ani de activitate, produsele sale au ajuns să fie exportate mai ales în țările Uniunii Europene, dar și în America sau în Asia.
În mai 2008, Jolidon opera o rețea de 113 magazine, dintre care 65 în România, 35 în Italia, 3 în Ungaria și 10 boutique-uri în Franța, în sistem de franciză.
Magazinele proprii dețin circa 40% din totalul vânzărilor Jolidon, care în anul 2007, au ajuns la 60 de milioane de Euro.
La finele anului 2009, rețeaua proprie Jolidon însuma 85 de magazine în România.
Număr de angajați:
- 2009: 3.000[2]
- 2008: 3.200[2]
- 2012: 2.000[3]

Cifra de afaceri:
- 2023: 12,8 milioane euro[4]
- 2011: 31,5 milioane euro[5]
- 2009: 24,2 milioane euro[2]
- 2008: 31,6 milioane euro[6]
- 2007: 60 milioane euro[7]
- 2011: 21 milioane euro[3]

## Istoric
În anul 1993, Gabriel Cârlig identifică pe piața românească de după 1989 două tipologii de produse necesare, dar puțin prezente și anume lenjeria și costumele de baie. Atelierul inițial avea 3-4 mașini de cusut - minimul necesar pentru a lucra lenjerie.
În 1993-1994 pătrunde pe piața românească, în mod special pe zona Transilvaniei.
Între anii 1995-1998 se extinde pe piața românească, obiectivul urmărit este statutul de lider.
În 1998 deschide reprezentanțe în București și Timișoara.
În anul 2000 Jolidon a înființat Jolidon Hungary KFT la Budapesta, în 2001 Jolidon Italia SRL la Milano, iar din 2003 s-a deschis Jolidon France SARL cu sediul în Paris. În 2004 s-a deschis Jolidon France, cu sediul în Lyon.
În 2004, Jolidon a achiziționat principalul concurent pe piața românească o altă companie de lenjerie și costume de baie din Cluj-Napoca, Argos, o societate cu 800 de angajați și cu o tradiție de 60 de ani în lenjerie și costume de baie.
În anul 2006, Jolidon a preluat Flacăra, una dintre cele mai mari fabrici de confecții din România, cu 1.000 de angajați, ce deținea și marca Falla,
pentru suma de 800.000 de euro.
Ulterior, angajații de la Flacăra au fost mutați în halele Argos.
În anul 2007, Jolidon a cumpărat pachetul majoritar de acțiuni al fabricii Tricotaje Ineu.
Ianuarie 2009 înseamnă succes total al mărcii PRELUDE - marca de lux din portofoliul grupului Jolidon - prin câștigarea Marelui Premiu al Juriului și Premiului Publicului de Specialitate la SIL 2009, în cadrul evenimentului ”Ultralingerie”.
În anul 2009, și-a extins afacerile și în Irlanda și Finlanda și a contractat clienți în Dubai, Arabia Saudită, Qatar și Coreea de Sud. Produsele sale sunt exportate în toată Europa: Italia, Franța, Ungaria, Germania, Elveția, Belgia, Slovenia, Croația, Polonia, Letonia, Austria, Cipru, Malta, dar și în America, Canada, Japonia, Africa de Sud, Liban, Israel sau în Asia.
În anul 2011, Jolidon participă pentru a 14-a oară la Salonul Internațional de Lenjerie (SIL) Paris, cel mai important eveniment din lumea lenjeriei.
În anul 2012, Jolidon marchează a 15-a participare consecutivă la SIL Paris , la care participă alături de nume consacrate ale lumii de profil. Jolidon estimează că va reveni pe profit în acest an, după trei ani de pierderi, și mizează pe un avans cu 15% al cifrei de afaceri față de anul trecut, când a avut un business de 90 mil. lei (circa 21 mil. euro).
În 5 iunie 2012, Jolidon deschide cel mai mare magazin - shop.jolidon.ro , astfel debutează în mediul comerțului online.
În vara anului 2015, producătorul de lenjerie intimă, Jolidon, a intrat în insolvență la propria cerere. În iunie 2017, Curtea de Apel Cluj a respins cererea Direcției Generale Regională a Finanțelor Publice care se împotrivea planului de reorganizare a Jolidon. Astfel, compania a continuat să se reorganizeze, planul fiind prelungit de la trei luni la trei ani. 
În 2018, Jolidon a menținut business-ul pe un trend ascendent, existând luni în care marja de profit a sărit de 10%.